# Austroleptis atriceps
Austroleptis atriceps är en tvåvingeart som beskrevs av Malloch 1932. Austroleptis atriceps ingår i släktet Austroleptis och familjen Austroleptidae. Inga underarter finns listade i Catalogue of Life.